# Santa Coloma, La Rioja
Santa Coloma, La Rioja tỉnh và cộng đồng tự trị La Rioja, phía bắc Tây Ban Nha. Đô thị này có diện tích là 20,24 ki-lô-mét vuông, dân số năm 2009 là 133 người với mật độ 6,57 người/km². Đô thị này có cự ly 32 km so với Logroño.